# 大神武俊
大神 武俊（おおがみ たけとし、1932年11月1日 - 2003年1月16日）は、福岡県福岡市出身のプロ野球選手（投手、右投右打）・解説者、野球指導者。

## 来歴・人物
博多工業高から社会人野球の東洋高圧大牟田を経て、1951年に南海ホークスの2軍的なチームであった社会人野球の南海土建に入団。
1952年に南海ホークスに昇格する。1年目の当初は、ぱっと見で身体が細くて、使い物になるか危ぶまれるような選手であったという。しかし、キャンプで注目を集めると、シーズンでは8勝を挙げる。巨人との日本シリーズでは新人にもかかわらず、第1戦の先発に抜擢される（大神以後、日本シリーズ第1戦に先発登板した新人投手は、楽天の則本昂大が2013年に先発登板するまで61年間にわたって現れなかった。）。試合では3回途中2失点で降板した（勝敗付かず）。
2年目の1953年には19勝8敗を記録し、勝率.704で最高勝率のタイトルを獲得。防御率も2.23でリーグ5位に入った。この年の巨人との日本シリーズでも第一戦に先発し、6回途中まで1失点に抑える好投で、緒戦の勝利に貢献。さらに、1勝3敗で迎えた第5戦で先発して9安打5四球を与えるが要所を締めて完封勝利を飾っている。1954年も14勝7敗と好成績を挙げた。
1955年に肩を故障し3勝に留まると、1956年にはわずか1試合の登板に終わり、この年限りで現役引退。
その後は、KBC解説者（1957年 - 1968年）を経て、福岡大学の監督（1969年] - 1974年, 1982年 - 1990年）を務めた。2003年1月16日に胃癌で死去。70歳没。

## 選手としての特徴
投球フォームはアンダースローの変形で、球速がある一方で、低めに決まるカーブ・シュートも効果的だった。

## 詳細情報

### 年度別投手成績
| 年 度    | 球 団    | 登 板 | 先 発 | 完 投 | 完 封 | 無 四 球 | 勝 利 | 敗 戦 | セ 丨 ブ | ホ 丨 ル ド | 勝 率 | 打 者 | 投 球 回 | 被 安 打 | 被 本 塁 打 | 与 四 球 | 敬 遠 | 与 死 球 | 奪 三 振 | 暴 投 | ボ 丨 ク | 失 点 | 自 責 点 | 防 御 率 | W H I P |
| -------- | -------- | ----- | ----- | ----- | ----- | -------- | ----- | ----- | -------- | ----------- | ----- | ----- | -------- | -------- | ----------- | -------- | ----- | -------- | -------- | ----- | -------- | ----- | -------- | -------- | ------- |
| 1952     | 南海     | 32    | 18    | 3     | 1     | 1        | 8     | 5     | --       | --          | .615  | 578   | 137.0    | 123      | 9           | 48       | --    | 5        | 70       | 0     | 0        | 61    | 48       | 3.15     | 1.25    |
| 1953     | 南海     | 43    | 29    | 16    | 4     | 0        | 19    | 8     | --       | --          | .704  | 1068  | 261.1    | 216      | 7           | 101      | --    | 7        | 109      | 2     | 0        | 77    | 65       | 2.23     | 1.21    |
| 1954     | 南海     | 34    | 27    | 8     | 3     | 0        | 14    | 7     | --       | --          | .667  | 734   | 185.1    | 139      | 10          | 68       | --    | 8        | 67       | 2     | 0        | 53    | 47       | 2.27     | 1.12    |
| 1955     | 南海     | 20    | 6     | 0     | 0     | 0        | 3     | 1     | --       | --          | .750  | 240   | 54.1     | 63       | 5           | 23       | 1     | 1        | 22       | 0     | 0        | 30    | 24       | 3.93     | 1.58    |
| 1956     | 南海     | 1     | 0     | 0     | 0     | 0        | 0     | 0     | --       | --          | ----  | 5     | 1.0      | 1        | 0           | 0        | 0     | 0        | 0        | 0     | 0        | 0     | 0        | 0.00     | 1.00    |
| 通算:5年 | 通算:5年 | 130   | 80    | 27    | 8     | 1        | 44    | 21    | --       | --          | .677  | 2625  | 639.0    | 542      | 31          | 240      | 1     | 21       | 268      | 4     | 0        | 221   | 184      | 2.59     | 1.22    |

- 各年度の太字はリーグ最高

### タイトル
- 最高勝率：1回 （1953年）

### 記録
- 1イニング与死球：4 （1953年8月11日、対近鉄パールス戦） ※当時のNPB記録

### 背番号
- 28 （1952年 - 1956年）

## 関連情報

### 出演
KBCラジオ
- KBCホークスナイター - KBCラジオのプロ野球中継（ナイター）の現行タイトル。

KBCテレビ
- BASEBALL SPECIAL〜野球道〜 - KBCテレビが1964年9月まで属していたフジテレビ系列のプロ野球中継の現行統一タイトル。
- スーパーベースボール - テレビ朝日系列のプロ野球中継の現行統一タイトル。